# 切爾尼什瓦拉鄉
45°02′N 23°59′E / 45.033°N 23.983°E
切爾尼什瓦拉鄉（羅馬尼亞語：Comuna Cernișoara, Vâlcea），是羅馬尼亞的鄉份，位於該國西南部，由沃爾恰縣負責管轄，處於布加勒斯特以西180公里，每年平均降雨量1,040毫米，海拔高度449米，2002年人口3,957。